# 阿尔托纳 (纽约州)
阿尔托纳（英語：Altona）是位于美国纽约州克林顿县的一个镇，地处克林顿县中北部、普拉茨堡西北。2010年美国人口普查时，该镇有2887人。其名称源于德国汉堡的阿尔托纳区。
阿尔托纳镇的西部位于阿迪朗达克公园界内。不过法规特别规定整个镇都不属于阿迪朗达克公园。